# (1603) Neva
(1603) Neva ist ein Asteroid des Hauptgürtels, der am 4. November 1926 vom russischen Astronomen Grigori Nikolajewitsch Neuimin in Simejis entdeckt wurde.
Benannt ist der Asteroid nach dem durch Sankt Petersburg fließenden Fluss Newa.